# Klinik Wysshölzli

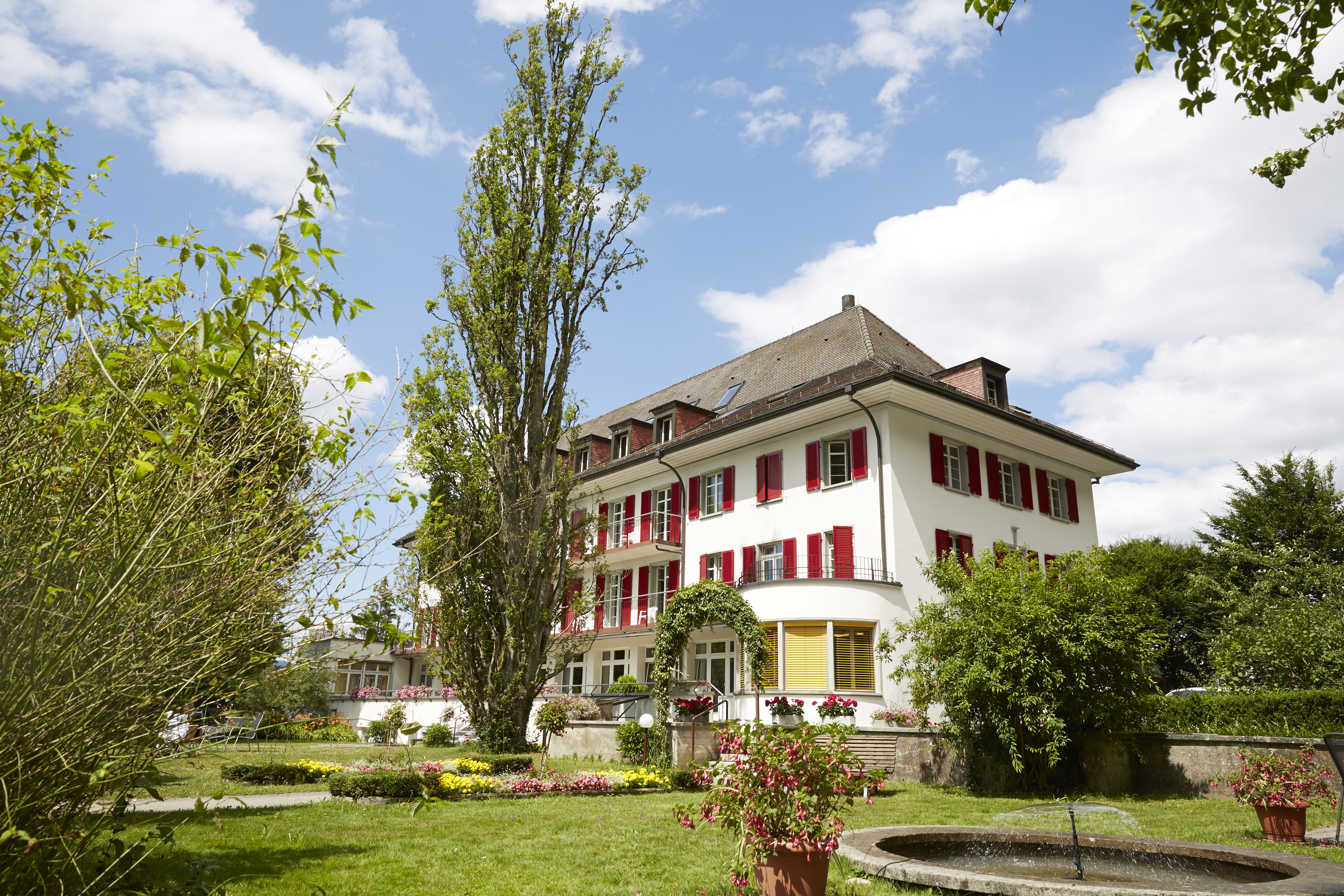
Klinikgebäude (2015)

Die Klinik Wysshölzli in Herzogenbuchsee ist eine Spezialklinik für Frauen zur Behandlung von Abhängigkeitserkrankungen und Essstörungen. Die Klinik verfügt über 37 Betten (Einzelzimmer). Als Infrastruktur dient das Hauptgebäude sowie auf oder an das Areal angrenzende Einfamilienhäuser, zwei mit Zimmern für Patientinnen, zwei mit Büroräumlichkeiten.

## Geschichte

Luftbild von Walter Mittelholzer (1933)

Die Klinik wurde 1892 durch Marie Sollberger, eine Pionierin des schweizerischen Blauen Kreuzes, auf dem Anwesen ihrer Eltern gegründet. Heute ist die Klinik auf den Spitallisten des Kantons Bern und des Kantons Luzern zur Therapie der Störungsbilder aufgeführt.
Anfänglich bot die Heilstätte Wysshölzli Frauen einen Ort zur Behandlung von Suchtproblemen. Standen bis 1972 vor allem die Beschäftigung in Haus und Garten sowie das Nähen im Vordergrund, wurden ab diesem Zeitpunkt zusätzlich mit dem Angebot von Therapien gestartet, welche sukzessive ausgebaut werden. Nebst den Abhängigkeitserkrankungen spezialisierte sich die Klinik ab dem Jahr 2000 auf die Behandlung von Essstörungen.
Die Rechtsform der Klinik ist eine Stiftung.

## Gegenwart
Die Klinik Wysshölzli beschäftigt ca. 50 Mitarbeitende (37 Vollzeitstellen) und behandelt im Jahr im Schnitt 130 Patientinnen stationär. Das Therapieangebot beinhaltet Einzelpsychotherapie, Neuropsychologische und psychodiagnostische Abklärungen, Störungsspezifische Gruppengespräche, Ernährungsberatung, Sozialberatung, Vernetzungsgespräche mit nachbehandelnden Stellen, Arbeitgebern etc. Im Bereich der Körper- und Bewegungstherapie wird Entspannung angeboten sowie Schwimmen, Nordic Walking, Body Fit and Fun / Körperwahrnehmung, Tanztherapie und Wendo.
Themenzentrierte Kunsttherapie, Maltherapie und Lösungsorientiertes Malen (LOM) ergänzen das Therapieangebot. In Übungsfeldern wie der Kochgruppe und der Skillsgruppe kann das Gelernte angewandt werden.
Das Konzept basiert auf einem frauenspezifischen Ansatz. Der Zusammenhang zwischen Frauenrolle und Sucht wird bewusst gemacht. Im geschützten Rahmen können Erfahrungen analysiert, Verhaltensmuster hinterfragt und Rollen neu definiert werden. Die Behandlung der Erkrankung erfolgt in einem milieutherapeutischen Rahmen.
Das ambulante Angebot ist für Frauen und Männer mit den verschiedensten psychischen Erkrankungen. Auch hier liegen die Schwerpunkte im Bereich der Abhängigkeitserkrankungen und der Essstörungen. Neben der psychologischen Betreuung bietet die Klinik eine ambulante Behandlung durch die Fachärztinnen für Psychiatrie, Ernährungsberatung, Kunsttherapie und Körpertherapie an.

## Fachgebiete
Frauen ab 18 Jahren mit einer Essstörung (Anorexia nervosa, Bulimie, Binge Eating oder nicht näher bezeichneten Essstörungen) oder Abhängigkeitserkrankungen, vorwiegend aus dem legalen Suchtbereich, werden aufgenommen. Zu den behandelten stofflichen Süchten gehören Alkoholabhängigkeit, Medikamentenabhängigkeit, Cannabisabhängigkeit, und der multiple Substanzkonsum. Bei den nichtstofflichen Süchten handelt es sich unter anderem um Spielsucht und Kaufsucht. Auch krankheitsbedingte Folgen und Beeinträchtigungen im psychischen, körperlichen und sozialen Bereich werden behandelt.

## Zertifizierung
Am 5. August 2004 hat die Klinik das Gütesiegel DIN EN ISO 9001:2000 erhalten. 
2008 hat die Klinik das EFQM-Zertifikat "Commited to Excellence" erhalten.